# Alfred Lyttelton
Alfred Lyttelton,  född den 7 februari 1857, död den 5 juli 1913, var en brittisk politiker. Han var son till George Lyttelton, 4:e baron Lyttelton och far till Oliver Lyttelton, 1:e viscount Chandos.
Lyttelton blev 1881 advokat och 1895 liberal-unionistisk medlem av underhuset, som han sedan, med avbrott för några månader 1906, tillhörde till sin död. Lyttelton var oktober 1903–december 1905, efter Chamberlain, kolonialminister i Balfours ministär och hörde sedan till unionistoppositionens ledande män. Som kolonialminister utfärdade Lyttelton i mars 1905 en författning med begränsad självstyrelse för Transvaal, vilken dock efter liberalernas valseger 1906 snart ersattes av en ny författning med full parlamentarisk självstyrelse. Lyttelton var livligt socialt verksam och ivrig förkämpe för kvinnans politiska rättigheter. Lyttelton gjorde sig i yngre år känd som en av Englands allra främsta idrottsmän (särskilt som kricket- och tennisspelare).